# Персі Джексон (хокеїст)
Персі Джексон (англ. Percy Jackson; 21 листопада 1906, Кенмор — 16 вересня 1972) — канадський хокеїст, що грав на позиції воротаря.

## Ігрова кар'єра
Професійну хокейну кар'єру розпочав 1926 року.
Протягом професійної клубної ігрової кар'єри, що тривала 19 років, захищав кольори команд «Бостон Брюїнс», «Нью-Йорк Амеріканс» та «Нью-Йорк Рейнджерс».